# Alejandro Zavala
Alejandro Zavala (Paysandú, 1974) es un biólogo y político uruguayo. Es integrante del Grupo Ir del Frente Amplio y se desempeñó como diputado suplente en la Cámara de Representantes de Uruguay.

## Biografía
Nacido en Paysandú en 1974. Realizó sus estudios superiores en biología en la Universidad de la República, egresando en 20XX.
En 2005 asumió como diputado suplente para la XLVI Legislatura de la Cámara de Representantes de Uruguay. Y nuevamente en 2015 asumió como diputado suplente para la XLVIII Legislatura de la Cámara de Representantes de Uruguay.